# Karl-Heinz Straßburg
Karl-Heinz Straßburg (* 18. April 1944; † 26. Oktober 2017) war ein deutscher Politiker, Lehrer und Sportkegler aus Wittenberge. Straßburg war von 2001 bis 2003 Vorsitzender der Stadtverordnetenversammlung der Stadt Wittenberge.

## Leben

### Berufliches
Straßburg wirkte lange als Lehrer und zuletzt als stellvertretender Schulleiter.

### Politik und kommunales Wirken
Straßburg engagierte sich auch im politischen Leben seiner Heimatstadt. Für die CDU war er seit 1994 als Stadtverordneter tätig. Von 2001 bis 2003 war er zudem Vorsitzender der Stadtverordnetenversammlung. Von 2003 bis 2008 gehörte er für die CDU-Fraktion dem Kreistag des Landkreises Prignitz an.
Zuletzt wirkte er bis 2014 als Vorsitzender der CDU-Fraktion der Stadt Wittenberge sowie als Stadtverordneter. Überdies gehörte er dem Hauptausschuss, dem Werksausschuss Kultur-, Sport- und Tourismus sowie dem Aufsichtsrat der Stadtwerke Wittenberges an.
Straßburg war Vorsitzender der Arbeitsgruppe, die alljährlich das Stadt- und Hafenfest Wittenberge organisiert.

### Sport
Straßburg war langjähriger erfolgreicher Bohle-Kegler. 1977 gewann er mit der BSG CM Veritas Wittenberge die DDR-Meisterschaft. Zudem wurde er unter anderem 1973 Bezirkseinzelmeister. Mit dem Seniorenteam des SV Grün-Rot holte er nach 1990 zwei Landesmeistertitel und mit der Prignitzauswahl wurde er zweimal Landesvereinsmeister. Von 1975 bis 1990 amtierte Karl-Heinz Straßburg als Staffelleiter der DDR-Oberliga-Bohle-Frauen.

## Auszeichnungen (Auswahl)
- 2000 – Ehrenplakette der Stadt Wittenberge
- 2003 – Ehrennadel der Stadt Wittenberge